# U.S. Route 77
U.S. Route 77 (ou U.S. Highway 77) é uma autoestrada dos Estados Unidos.
Faz a ligação do Sul para o Norte. A U.S. Route 77 foi construída em 1926 e tem 1 305 milhas (2 100,2 km).

## Principais ligações
Autoestrada 37 perto de Corpus Christi

 Autoestrada 35 perto de Waco

 Autoestrada 20/Autoestrada 35E em Dallas

 Autoestrada 40 em Oklahoma City

 Autoestrada 80 em Lincoln